# Amanhã (livro de Abel Botelho)
Amanhã é um romance do escritor português Abel Botelho, publicado em 1901. É o terceiro volume da série Patologia Social. A sua narrativa decorre ao longo de sete meses, entre Novembro de 1894 e Junho de 1895, na zona Oriental de Lisboa, mais precisamente nos bairros de Xabregas e Marvila, e na Ilha do Grilo em particular.
É tido como o primeiro romance português de sempre com um enredo passado no seio da classe operária portuguesa e documentando a chegada das ideias anarquistas a Portugal.